# لورين ديكس
لورين ديكس (بالإنجليزية: Loren Dykes)‏ هي لاعبة كرة قدم بريطانية، ولدت في 5 فبراير 1988 في Morriston ‏ في المملكة المتحدة. شاركت مع منتخب ويلز لكرة القدم للسيدات. أما مع النوادي، فقد لعبت مع Bristol City W.F.C. ‏.

## وصلات خارجية
- لورين ديكس على موقع الاتحاد الأوربي (الإنجليزية)
- لورين ديكس على موقع قاعدة بيانات كرة القدم.إي يو (الإنجليزية)
- لورين ديكس على موقع Soccerway.com (الإنجليزية)
- لورين ديكس على موقع عالم كرة القدم.نت (الإنجليزية)